# Zbrodnia w Zaleszanach
Zbrodnia w Zaleszanach − mord dokonany 29 stycznia 1946 na cywilnych mieszkańcach wsi Zaleszany w województwie podlaskim, za który odpowiedzialność ponosi oddział Pogotowia Akcji Specjalnej Narodowego Zjednoczenia Wojskowego dowodzony przez Romualda Rajsa ps. „Bury”. W wyniku masakry zginęło 16 osób.

## Okoliczności
Na Białostocczyźnie konspiracyjną działalność antykomunistyczną prowadziły Armia Krajowa Obywatelska (AKO) oraz Narodowe Zjednoczenie Wojskowe (NZW). Na terenie powiatu Bielsk Podlaski AKO i NZW miały najsilniejsze wpływy w jego części zachodniej, zamieszkiwanej przez ludność polską (katolicką). Wschodnią część powiatu zamieszkiwała głównie ludność prawosławna (powszechnie utożsamiana z białoruską). Wszystkie oddziały partyzanckie NZW działające na terenie Okręgu Białystok podlegały Romualdowi Rajsowi ps. „Bury”. Na przełomie 1945 i 1946 podjęta została decyzja o wymarszu tej organizacji na teren powiatu Bielsk Podlaski. Celem wymarszu było między innymi zademonstrowanie siły organizacji NZW.
Specyficzne stosunki narodowościowe w powiecie bielskim opisywał w piśmie z 1945 ówczesny starosta tego terenu. Ogół ludności powiatu określił wówczas na 191 tysięcy, podając że Białorusini stanowią 45% ogółu mieszkańców (86 tys.), a Polacy 55% (105 tys.). W piśmie tym stwierdzano również, że obie społeczności darzą się wzajemną nieufnością i nawet wrogością.
Na przełomie lat 1945/1946 i tak niełatwe stosunki narodowościowe na tym terenie skomplikowała dodatkowo prowadzona na podstawie układów republikańskich akcja repatriacyjna ludności prawosławnej na terytorium Białoruskiej SRR. Z uwagi na to, że początkowo Białorusini w większości odmawiali wyjazdu, w akcję postanowiły aktywnie zaangażować się także AKO/WiN i NZW. Ludność niektórych wsi, szczególnie z powiatów bielskiego i białostockiego, dostawała od tych organizacji ostrzeżenia na piśmie: grożono spaleniem wsi lub śmiercią. Zdarzały się wypadki zabójstw pojedynczych osób lub rodzin po to, by resztę wsi zastraszyć i zmusić do wyjazdu na terytorium radzieckie. Pod wpływem terroru organizacji partyzanckich prawosławni mieszkańcy zmuszeni byli przykładowo do opuszczenia wsi Sypnie Nowe. Pod groźbą utraty życia lub mienia do przyjęcia katolicyzmu zmuszono również prawosławnych mieszkańców wsi Drochlin.
Jerzy Kułak nie wyklucza, że również wydany przez „Burego” rozkaz spalenia białoruskich wsi mógł być skrajnym przejawem wieloletniego antagonizmu narodowościowego i religijnego między ludnością katolicką a prawosławną.
Eugeniusz Mironowicz zauważał, że niektórzy polscy historycy podejmowali próby wyjaśnienia zbrodni Rajsa, posługując się stereotypowymi przekonaniami dotyczącymi prawosławnych mieszkańców Białostocczyzny: 

Na początku lat 90. próby historyków, publicystów, organizacji kombatanckich racjonalnego wytłumaczenia tego, co się stało w styczniu-lutym 1946 r., szły w kierunku poszukiwania winy ofiar. Pojawił się wątek powtarzany za słowami „Burego" o wrogim stosunku miejscowej ludności do podziemia, strzelania do żołnierzy polskich we wrześniu 1939 r., ostrzelania przez mieszkańców jednej z wiosek oddziału „Burego" z broni maszynowej, działań oczyszczających teren z agentów NKWD i UB, a nawet prowokacji sowieckiej. Wszystkie te wersje zostały objęte śledztwem prokuratora Białostockiego Oddziału IPN w kwietniu 2002 r. wszczętego na wniosek Społecznego Komitetu do Spraw Ekshumacji Szczątków Osób Pomordowanych w Puchałach Starych”. W ciągu 3 lat prokurator IPN przesłuchał 169 świadków, w większości rodziny ofiar oraz byłych żołnierzy „Burego”, uwzględnił dostępne dokumenty. Wszystkie wersje mające wykazać winę ofiar zostały odrzucone.

W ustaleniach końcowych śledztwa IPN stwierdzono, że przeprowadzone czynności procesowe nie dają podstaw do uznania, iż w rzeczywistości mieszkańcy pacyfikowanych wsi szczególnie sprzyjali władzy ludowej, zwłaszcza że życia pozbawiono również starców i dzieci. Oddziałowa Komisja Ścigania Zbrodni przeciwko Narodowi Polskiemu w Białymstoku uznała, że teza o sprzyjaniu komunistom opierała się na ogólnym i upowszechnionym wówczas stereotypie, iż osoby deklarujące swoją narodowość jako białoruską mają przekonania komunistyczne, częściej w odróżnieniu od Polaków zapisują się do PPR i pełnią służbę w organach bezpieczeństwa. Komisja stwierdziła, że „takie rozumowanie funkcjonowało bez wątpienia u „Burego” i jego żołnierzy i przyczyniło się do podjęcia i wykonania zbrodniczych zamiarów”.

## Przebieg wydarzeń
Przed wkroczeniem do wioski członkowie oddziału PAS NZW zastrzelili Teodora Sacharczuka, który odmówił oddania im owsa; podobny los spotkał Stefana Weremczuka. Około godz. 14-15 mieszkańcy zostali wezwani przez żołnierzy na spotkanie w jednym z domów. W trakcie spotkania nakazano wyjście na zewnątrz 16-letniemu Piotrowi Demianiukowi, członkowi PPR oraz Aleksandrowi Zielinkowi, sekretarzowi partii komunistycznej ze wsi Suchowolce, po czym obu zastrzelono. Oficer NZW wrócił następnie do domu i ogłosił zebranym, że wieś zostanie spalona. Napastnicy zamknęli główne drzwi, a następnie podpalili budynek. Zamknięci mieszkańcy podjęli skuteczną próbę wydostania się z płonącego budynku tylnymi drzwiami i oknami. Obstawiający to miejsce członkowie oddziału „Burego” nie strzelali bezpośrednio do próbujących uciec ludzi, ale nad ich głowami, dlatego też wszyscy zgromadzeni w tym miejscu przeżyli. Wspominał tak m.in. świadek zdarzenia, Piotr Leończuk: Ja uciekałem przez drzwi od kuchni. Otworzyli je sami ludzie [...].Nie strzelano do nas [...].Jestem natomiast pewien, że z tych ludzi co byli w chałupie nikt nie zginął. W tym samym czasie pozostali żołnierze podpalili inne budynki we wsi. Ofiary śmiertelne pochodziły właśnie z tych podpalonych w drugiej kolejności domostw. M.in. podpalono dom, w którym przebywała rodzina Niczyporuków, w tym dwójka dzieci. Nie poszli oni na spotkanie i ukryli się wewnątrz domu. Wszyscy członkowie tej rodziny zginęli. Oddział NZW spowodował śmierć łącznie 16 osób, które straciły życie w palonych domach, od kul napastników lub zmarły później w wyniku odniesionych ran. Spłonęło żywcem 14 osób, w tym siedmioro dzieci. Wśród dzieci byli: Sergiusz Leończuk (1 rok), Nadzieja Leończuk (dwa tygodnie), Michał Niczyporuk (lat 16). We wsi zatrzymany został Michał Niczyporuk, któremu nakazano iść dalej z oddziałem w roli przewodnika.

## Epilog
1 października 1949 Romuald Rajs ps. „Bury” został skazany przez polski sąd na karę śmierci za zbrodnie popełnione na ludności cywilnej. W III Rzeczypospolitej 15 września 1995 wyrok ten został unieważniony przez Sąd Warszawskiego Okręgu Wojskowego na podstawie przepisów „Ustawy o uznaniu za nieważne orzeczeń wydanych wobec osób represjonowanych za działalność na rzecz niepodległego bytu Państwa Polskiego”. Instytut Pamięci Narodowej – Komisja Ścigania Zbrodni przeciwko Narodowi Polskiemu 30 czerwca 2005 umorzył śledztwo w sprawie Rajsa. W orzeczeniu napisano m.in.:

...pacyfikacji wsi w styczniu i lutym 1946 r. nie można utożsamiać z walką o niepodległy byt państwa, gdyż nosi znamiona ludobójstwa. W żadnym też wypadku nie można tego co się zdarzyło, usprawiedliwiać walką o niepodległy byt Państwa Polskiego. Wręcz przeciwnie akcje „Burego” przeprowadzone wobec mieszkańców podlaskich wsi, wspomagały komunistyczny aparat władzy i to przede wszystkim poprzez obniżenie prestiżu organizacji podziemnych, dostarczenie argumentów propagandowych o bandytyzmie oddziałów partyzanckich" (...) Działania pacyfikacyjne przeprowadzone przez „Burego” w żadnym wypadku nie sprzyjały poprawie stosunków narodowych polsko-białoruskich i zrozumienia walki polskiego podziemia o niepodległość Polski. Przeciwnie tworzyły często nieprzejednanych wrogów lub też rodziły zwolenników dążeń oderwania Białostocczyzny od Polski. Żadna zatem okoliczność nie pozwala na uznanie tego co się stało za słuszne.

W związku z opublikowanym 11 marca 2019 przez Instytut Pamięci Narodowej komunikatem w sprawie informacji zawartych w ustaleniach końcowych zamkniętego w 2005 śledztwa dotyczącego Romualda Rajsa „Burego” w swoim stanowisku z 22 marca 2019 IPN wyjaśnił, że Komisja Ścigania Zbrodni przeciwko Narodowi Polskiemu nie prowadzi żadnego nowego postępowania w tej sprawie, badania autorów opisane w jego komunikacie z 11 marca nie mają mocy prawnej i nie wpływają na wynik śledztwa, a zawarte w nim sformułowania nie wyrażają intencji jego wznowienia.

## Upamiętnienie
Wydarzenia we wsi Szpaki zostały opisane w reportażu Józefa Grabowicza pt. Tędy szedł „Bury” z 1969, wydanym w zbiorze zatytułowanym Miłość szuka azylu (1972).
18 września 2011 w Zaleszanach poświęcono krzyż ufundowany przez posła Eugeniusza Czykwina dla upamiętnienia mordu na mieszkańcach wsi. Zaleszany wymieniono również wśród miejscowości, w których ginęli prawosławni, na pomniku prawosławnych mieszkańców Białostocczyzny zabitych i zaginionych w latach 1939–1956 przy cerkwi Świętego Ducha w Białymstoku. Odrębną formą upamiętnienia zamordowanych prawosławnych mieszkańców Zaleszan było otwarcie we wsi żeńskiego monasteru św. Katarzyny.
W 2003 roku nastąpiła pierwsza kanonizacja przez Kościół prawosławny 9 prawosławnych męczenników z okresu II wojny światowej. W lipcu 2020 do grupy tej dołączono 60 dalszych męczenników podlaskich, ofiar oddziału kpt. Romualda Rajsa „Burego” z przełomu stycznia i lutego 1946. Kanonizacja odbyła się 25 lipca w monasterze św. Katarzyny w Zaleszanach.
Oświadczenie, w którym oddany został hołd ofiarom pacyfikacji, 26 stycznia 2016 przyjęli również radni Bielska Podlaskiego. Miało ono związek z 70. rocznicą tych wydarzeń.